# Personnages de Steven Universe
 (août 2024).
- Si vous ne connaissez pas le sujet, laissez ce bandeau (vous pouvez alors contacter les auteurs).
- Si vous supprimez le contenu mis en cause (vous pouvez préalablement contacter les auteurs),

argumentez précisément cette suppression dans la page de discussion
(un manque de référence n'est pas un argument ; une recherche réelle de référence doit avoir été effectuée, être formellement documentée).
 (août 2019).
Cet article présente les personnages de la série d'animation Steven Universe.

## Personnages principaux

### Steven Universe
Steven Universe est un petit garçon à l'apparence potelée, aux cheveux bruns bouclés, portant généralement un t-shirt rouge-rose avec une étoile jaune sur le devant (toutes les Gemmes de Cristal portent une étoile sur leurs vêtements), un jean bleu et des sandales rouges. Ses habits changent selon la météo ou la situation.
Steven est un enfant joyeux et plein de vie. Très altruiste, il cherche toujours à aider les gens autour de lui, même ceux qui lui veulent du mal. Enthousiaste en toute situation, il insiste toujours pour partir en missions avec les Gemmes, qu'il admire, et ce malgré ses quelques maladresses. Au fil des épisodes, il apprendra à faire preuve de courage et d'ingéniosité, tout en commençant petit à petit à maîtriser ses pouvoirs.
Son véritable nom de famille, DeMayo (Basé sur un membre de l'équipe de développement, Nick Demayo), lui sera appris par un cousin de Greg, bien que légalement son nom de famille soit "Universe".
Sa gemme est située sur son ventre, à la place de son nombril (tout comme sa mère avant lui). Son arme est un bouclier.

### Grenat
Grenat (Garnet) est une des trois Gemmes de Cristal qui élèvent Steven. Elle est grande, a la peau rouge terne (virant au violet pourpre au début de la saison 2), arbore une grande coupe afro de forme cubique de couleur noire et porte en permanence des lunettes qui cachent ses trois yeux. Elle porte une sorte de combinaison moulante avec des motifs dans les mêmes tons que sa peau.
Elle est en réalité la fusion de deux Gemmes, Rubis et Saphir, qui se sont rencontrées pendant la guerre des Gemmes et sont tombées amoureuses. Elles ont ensuite rejoint les Gemmes de Cristal sous leur nouvelle forme de fusion (Grenat).
Après la disparition de Rose, il semble que Grenat joue le rôle de chef du groupe. Elle parle toujours d'une voix calme et montre rarement ses émotions. Toutefois, elle nourrit une grande affection pour ses amis et se sent responsable d'eux, surtout de Steven. Des trois Gemmes, elle est celle qui a la plus grande force physique et use souvent de la violence pour résoudre des problèmes, mais fait néanmoins preuve de stratégie et de clairvoyance lorsque c'est nécessaire.
Ses armes sont des gantelets de frappe. Elle peut également produire des décharges électriques, y compris pour combattre. Elle dispose enfin d'un don de voyance qui lui permet d’anticiper certains événements à venir.
Ses gemmes sont situées dans le creux de chacune de ses mains.  

#### Rubis et Saphir
Saphir (Sapphire) était une Gemme de rang aristocratique anciennement au service de Diamant Bleu. De taille similaire à celle d'Améthyste, Saphir a de long cheveux bleu pastel, un œil unique caché la plupart du temps par une très longue frange, et est habillée d'une longue robe bleu bouffantes qui cache ses pieds. 
Les Saphirs ayant le don très précieux de précognition , elle faisait partie de la cour personnelle de Diamant bleu. Elle était censée annoncer la fin de la Rébellion avec l'arrestation de Rose Quartz, mais contrairement à ses attentes l'intervention d'une des Rubis de sa protection rapprochée a modifié l'avenir à un stade qu'elle n'aurait jamais pu prédire. Déshonorée et traquée, elle et Rubis finissent par s'installer sur Terre, où Rose Quartz et Perle les accueillent au sein des Gemmes de Cristal. 
Saphir est d'un tempérament calme et posé la plupart du temps. Ceci est dû en partie à sa capacité de vision, qui lui permet de se projeter dans un futur où tout conflit est déjà résolu, lui donnant parfois l'air insensible. En revanche elle n'hésite pas à s'ouvrir ouvertement à ses émotions quand elle s’adresse aux personnes qu'elle aime, particulièrement Rubis. 
Sa gemme est située dans sa main droite. Elle ne possède pas d'arme mais elle est capable de congeler l'environnement autour d'elle, bien que dans une faible mesure.
Rubis (Ruby) était une Gemme anciennement au service de Diamant Bleu. Sa peau est de couleur rouge vif et ses cheveux, cubiques sont bordeaux. Elle porte un débardeur rouge, un bandeau autour de sa tête et des bottes de la même couleur, ainsi qu'un short moulant bordeaux. 
Plus de 5 000 ans auparavant, Rubis était chargé de la protection de la Gemme Saphir, membre de la cour de Diamant bleu. Voyant Saphir en danger lors d'une attaque des Gemmes de Cristal, elle brave le destin pour la sauver, fusionnant accidentellement avec elle en Grenat. Déshonorée et traquée, car aucune garde n'est habilitée à fusionner avec une Gemme de rang supérieur, elle et Saphir finissent par s'installer sur Terre, où Rose Quartz et Perle les accueillent au sein des Gemmes de Cristal. 
Rubis est d’un caractère très nerveux, si intense qu'il lui arrive de brûler lorsqu’elle est en colère ou sous le coup d'une forte émotion. Cependant, lorsqu'elle est calme elle se montre au contraire très timide, paniquant facilement dans les situations tendue. Seule Saphir est capable de la calmer (ce qui peut aussi avoir pour effet de lui faire oublier le monde qui l'entoure). 
Sa gemme est située à sa main gauche. Son arme est un unique gantelet rouge.

### Améthyste
Améthyste (Amethyst) est la plus petite des trois Gemmes de Cristal. Elle est ronde, a la peau mauve, des cheveux longs et blancs. Elle porte un haut gris violet, un pantalon moulant noir et de petites bottes blanches (les 3 couleurs s'intervertissent aux cours des saisons).
Améthyste est de nature turbulente et désorganisée (sa chambre est d’ailleurs une vraie porcherie). Elle passe son temps à faire des bêtises et adore énerver Perle. Contrairement à cette dernière, elle aime manger (les Gemmes n'ayant pas vraiment de corps, manger leur est inutile mais possible) et n'hésite pas à ingurgiter toutes sortes d'objets. Son caractère indiscipliné lui a parfois valu des ennuis, mais lors des missions, elle se révèle être une excellente guerrière qui fonce parfois dans le tas sans réfléchir. Elle aime passer du temps avec Steven, voire l’entraîner avec elle dans ses bêtises. Cependant Améthyste, dû à ses origines sombres, cache ses insécurités et son manque de confiance en elle.
Sa gemme est située sur son torse. Son arme est un fouet violet garnis d'épines.

### Perle
Perle (Pearl) est la Gemme la plus réfléchie. Elle est plus grande qu'Améthyste mais plus petite que Grenat. Elle est mince, a la peau très blanche, des yeux bleus très clairs et des cheveux coiffés en pointe vers l'arrière, de couleur pêche. Elle porte une tenue proche de celle d'une danseuse étoile, agrémentée d'un ruban autour de sa taille peu de temps après.
Perle a une force physique un peu plus faible que celle des autres Gemmes ; Elle compense cela par sa grande intelligence et sa grande culture. Elle excelle dans différents domaines de la science et n'hésite pas à étaler son savoir, au grand dam d'Améthyste qui trouve tout ça très ennuyeux.
Perle est très protectrice envers Steven. Elle nourrit une très grande admiration pour sa mère Rose Quartz depuis leurs débuts en tant que Gemmes de Cristal et se considère comme ayant été sa plus proche confidente. Elle hésite toujours quand Steven veut partir en mission avec eux par peur qu'il ne se blesse, mais apprendra à lui faire confiance.
Elle se sentait également très proche de Rose, bien plus que n'importe quelle Gemme de Cristal ne pouvait l'imaginer avant que Steven ne découvre de ses yeux la vraie nature de leur amitié. On comprend à partir d'un certain temps que Perle était amoureuse de Rose et jalouse de Greg.
Sa gemme est située sur son front. Son arme de Gemme est une lance, mais elle utilise aussi des épées et excelle dans le maniement des lames.

## Principaux personnages secondaires

### Humains

#### Greg Universe
Né DeMayo, Greg Universe est le père de Steven. Aspirant autrefois à devenir une rock star, il tient aujourd'hui une station de lavage auto et vit dans son van.
Vivant de manière détendue, il peut paraître assez enfantin et peu responsable au premier abord, mais il prend très au sérieux son rôle de père auprès de Steven, cherchant constamment à s'améliorer et à aider les Gemmes quand cela lui est possible. Il est resté très attaché à son passé avec Rose et a gardé tous les souvenirs de cette époque dans un garde-meuble.
On apprend au cours de la saison 4 que Greg a volontairement changé son nom DeMayo en Universe.

#### Connie Maheswaran
Connie est âgée d'un an de moins que Steven et est sa meilleure amie. Elle est d'origine indienne. 
Avant sa rencontre avec Steven, Connie n'avait pas vraiment d'amis et vivait une vie très carrée car ses parents (particulièrement sa mère) sont très stricts. Pour son plus grand plaisir, sa rencontre avec Steven et les Gemmes a apporté un peu de chaos dans sa vie si ordonnée, notamment quand Steven soigne sa myopie par erreur et qu'elle est obligée de conserver ses lunettes pour cacher la vérité à sa mère et son opticien. Elle est aussi émerveillée par l'univers magique des Gemmes, étant également une passionnée d'heroïc fantasy. 
À partir de la saison 2, Connie demande à Perle de lui apprendre le maniement de l'épée afin de pouvoir aider Steven dans ses aventures. Son arme principale est l'épée de Rose Quartz, léguée par Steven. Elle peut par ailleurs fusionner avec Steven pour former Stevonnie (première fusion d'un humain et d'une gemme). Au fil de la série, Connie devient de plus en plus courageuse et devient une alliée de confiance pour les Gemmes de Cristal.

#### Lars
Lars Barriga, de son vrai nom Laramie, travaille à la boutique de donuts avec Sadie Miller. Il se conduit souvent de manière grossière, voire insultante, mais a un bon fond. Il se comporte ainsi afin de paraître plus cool car n'assume pas vraiment d'être lui-même devant les gens. C'est un paresseux qui rechigne à travailler, préférant laisser faire Sadie. Malgré tout, il a en réalité des sentiments pour elle, bien qu'il essaie de se persuader du contraire. 
Au cours des saisons, Lars subira de profondes transformations émotionnelles, qui prendront une tout autre tournure dès la saison 5.

#### Sadie
Sadie Miller est la gérante de la boutique de donuts. Elle fait presque la même taille que Steven. Elle est dotée d'une bonne voix et pouvait devenir une chanteuse célèbre mais sa timidité l'en empêche. Sympathique et sociable, elle est toujours prête à rendre service et Lars en profite souvent. Les deux semblent avoir des sentiments réciproques sans se l'avouer. C'est aussi une grande fan de films d'horreur et autres thrillers en tout genre, bien qu'elle ne le paraisse pas.

### Gemmes

#### Rose Quartz
Mère de Steven et ancienne compagne de Greg Universe, Rose Quartz fut celle qui mena la rébellion contre la colonisation de la terre par les gemmes. 
Elle était très grande et ronde, sa chevelure était très volumineuse, rose et bouclée et sa peau de couleur rose laiteuse (à l'instar des Quartz roses dans la réalité). Elle portait une grande robe blanche qui avait un trou en forme d'étoile au niveau du nombril, à l'emplacement de sa gemme, celle dont Steven a hérité. 
De ce qui est révélé dans la première saison, Rose était d'une grande bonté envers toutes les créatures et estimait que toute vie méritait d'être préservée. Elle était malgré tout une redoutable guerrière, respectée tant par ses amis que ses ennemis. Elle prit la décision de donner naissance à Steven bien que ça impliquait la perte de sa forme physique. 
Au fur et à mesure des épisodes, Steven apprendra aussi à connaitre sa mère à travers les récits des Gemmes et les objets qu'elle a laissés pour lui, mais il découvrira également des choses à son sujet qui le poussent à s'interroger sur sa sincérité. Elle partage également avec Perle un terrible secret lié à la fois aux Gemmes de Cristal et l'Ordre des Diamants.
Tout comme Steven, elle utilisait un bouclier, mais également une épée que Steven découvrira plus tard grâce au Lion. 

#### Lapis Lazuli
Lapis Lazuli était une ancienne habitante du monde des Gemmes. Elle a la peau bleu et les cheveux de bleu marine, de même que sa robe. 
Steven libère Lapis Lazuli du miroir magique où elle est restée enfermée depuis la Rébellion. Bien qu'elle éprouve de l'affection pour ce dernier, elle se montre agressive envers les autres Gemmes de Cristal, qu'elle accuse dans un premier temps de tous ses malheurs. Au cours des saisons, Lapis Lazuli se retrouve entraînée dans des situations terriblement éprouvantes et essaye de retourner sur sa planète d'origine, mais cette dernière a énormément changé, et Steven la persuadera de rester sur Terre. 
Lapis Lazuli est souvent de nature assez morose et désintéressée, traumatisée par ses mauvaises expériences successives sur Terre. Cependant, elle reprend petit-à-petit goût à la vie à la suite de son amitié avec Steven et Péridot, se révélant être une Gemme au caractère joyeux, qui n'hésite pas à aider ses amis dans le besoin, une fois qu'elle prend le temps de les connaître. 
Sa gemme est située au milieu de son dos. Elle n'a pas d'arme particulière mais est capable de manipuler l'eau à sa guise, généralement pour former un poing géant ou lui créer des ailes.

#### Péridot

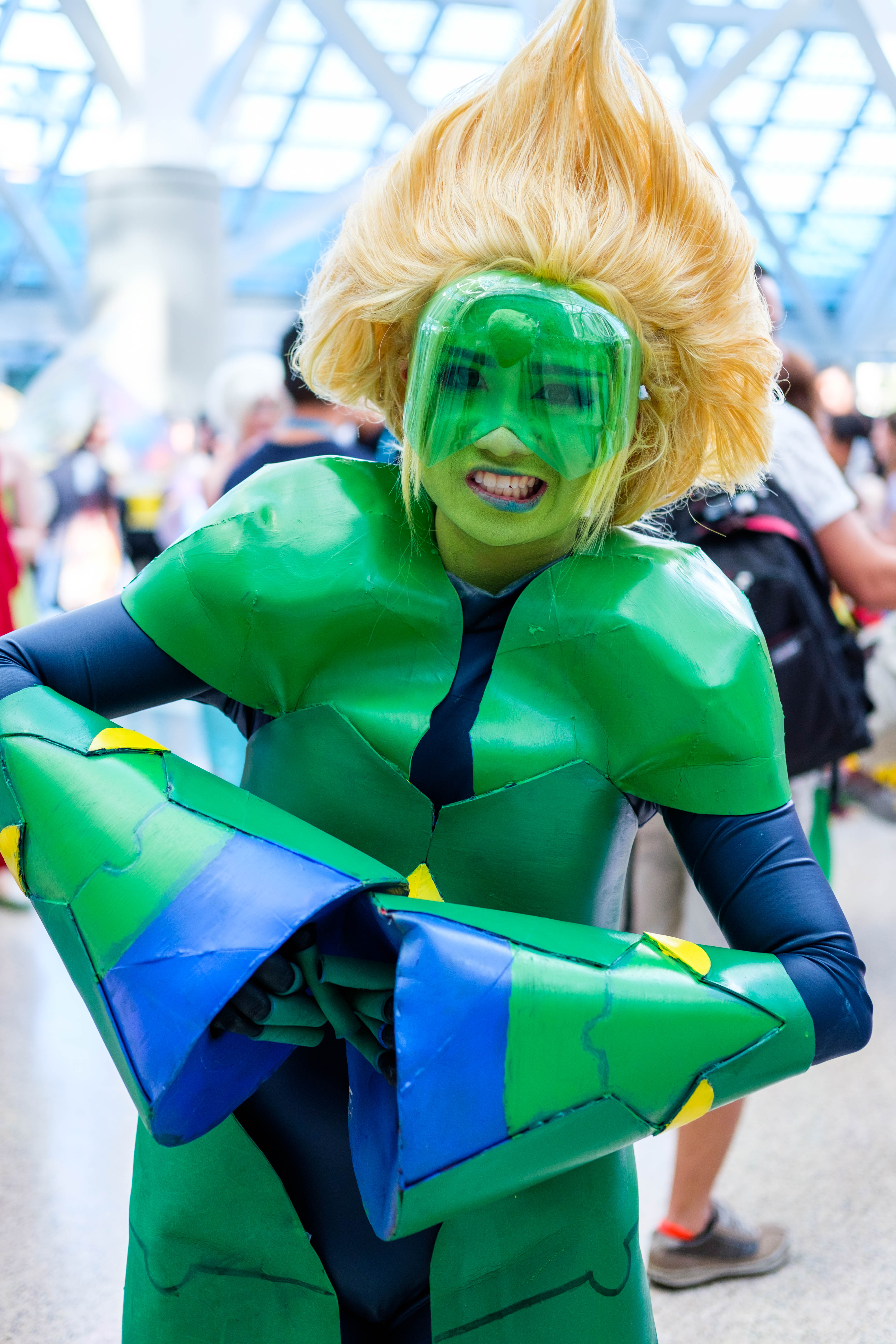
Cosplay de Péridot.

Péridot (de nom complet "Facette 2-F5-L ; taille 5 XG") est originaire du monde des Gemmes et y officiait en tant que technicienne accomplie au service de Diamant Jaune. À peu près de la même taille qu'Améthyste, elle a la peau verte, une coiffure blonde en forme de losange et est habillée d'une combinaison composée de plusieurs nuances de verts. Elle porte ce qui ressemble à une visière transparente autour de ses yeux. Jusqu'à la moitié de la saison 2 elle portait aussi des membres artificiels basés sur les mêmes tons de verts qui la rendait plus imposante. 
D'abord ennemie des Gemmes de Cristal et envoyée sur Terre par Diamant Jaune afin de surveiller l'avancement d'une arme expérimentale, Péridot échoua dans sa mission et, ne pouvant plus repartir dans son monde, celle-ci se vit contrainte de collaborer avec Steven et les Gemmes. Petit à petit, elle devint l'amie de Steven et des autres Gemmes de Cristal qui lui firent voir la terre autrement qu'un simple caillou sans intérêt. 
Arborant d'abord un comportement froid et calculateur, Péridot affiche ouvertement sa supériorité intellectuelle et n'hésite pas à taxer d'Andouille (Clod en VO) tous ceux qui lui déplaisent. Cependant elle finit par prendre conscience de la vie qui l'entoure et son caractère antipathique fera place à une curiosité débordante et un tempérament très enfantin, bien que certains concepts de la vie terrienne lui échappe toujours. 
Sa gemme est située sur son front, à l'instar de Perle. Elle n'a pas d'arme spécifique (Hormis celles de ses prolongateurs de membres, avant qu'ils ne lui soient retirés) mais apprendra qu'elle est capable de contrôler le métal par la pensée.

#### Jaspe
Jaspe (Jasper) est une ancienne soldat quartz créée par Diamant Rose et ayant combattu lors de la Rébellion aux côtés des Diamants. C'est une Gemme de grande taille et de stature imposante (plus que Grenat). Elle a la peau de couleur fauve, bardée de marques rouges semblables à des tatouages, des cheveux d'un jaune pastel, et un uniforme semblable à celui de Péridot de plusieurs nuances de bordeaux. Elle porte aussi une cape lors de sa toute première apparition.
Jaspe a été nommée commandante de la mission terrienne après les échecs répétitifs de Péridot pour atteindre l'arme expérimentale, et emmène de force Lapis-lazuli en tant qu'informatrice. Le trio apparaît à la fin de la saison 1 devant les Gemmes de Cristal.
Jaspe est une Gemme très autoritaire et impitoyable, en plus d'être incroyablement bornée et surtout, une redoutable combattante. Elle jugea les Gemmes de Cristal indignes de la combattre sans Rose Quartz (qu'elle hait plus que les autres Gemmes de Cristal). Elle a également une aversion profonde de la fusion, qu'elle considère comme un tour de passe-passe afin de rendre deux Gemmes faibles plus puissantes. Elle n'hésite pas à charrier Améthyste à plusieurs reprises vis-à-vis de sa taille, qu'elle juge complètement honteuse pour un soldat Quartz.
Sa Gemme est située à l'emplacement de son nez. Son arme est un casque qui lui sert à asséner de puissants coups de têtes.

#### Haute Autorité Diamant
La Haute Autorité Diamant (Great Diamond Authority) gouverne le Monde des Gemmes et ses nombreuses colonies. 

##### Diamant jaune
Diamant jaune (Yellow Diamond) est l'une des représentantes de la haute autorité Diamant qui règne sur le Monde des Gemmes et leurs colonies. Il s'agit d'une Gemme géante, encadrée d'une coiffure en forme d'éclair, d'une peau et d'un uniforme jaune canari avec de grandes épaulettes. Son pantalon est plus foncé et ses bottes sont plutôt brun sombre (vert lors de ses premières apparitions).
Vindicative, elle est prête à tous les moyens pour voir la Terre anéantie depuis la disparition de Diamant Rose, sa consœur déchue, elle est le Diamant le plus impliqué dans l'Assemblage, une arme géante devant réduire la Terre en morceaux. 5000 ans plus tard, elle charge Péridot de vérifier l'avancement de cette arme, qui apprenant l’existence des Gemmes de Cristal, demande Jaspe comme renfort.
Diamant jaune, de par sa position, est d'une personnalité autoritaire, dédaigneuse, irritable et ne supporte pas l'insubordination, voulant préserver à tout prix les règles et la perfection de l'empire matriarcal des Diamants. Elle est très attachée à Diamant bleu, mais ne supporte pas que celle-ci se renferme sur le passé, alors qu'elle-même souffre beaucoup de l'absence de Diamant rose.
Sa gemme est située sur sa poitrine. Elle n'a surement pas d'arme mais peut jeter des éclairs qui déstabilisent la forme physique d'une Gemme, de manière douloureuse et pour une longue période. 

##### Diamant bleu
Diamant bleu (Blue Diamond) est l'une des représentantes de la haute autorité Diamant qui règne sur le Monde des Gemmes et leurs colonies. Il s'agit d'une Gemme géante, enveloppée d'une grande cape à capuchon, qui cache une longue chevelure blanche relié sur le devant tel un collier. Toutes les autres parties de son corps ainsi que sa cape sont de couleur bleu foncé à bleu pâle.
Au cours de la Rébellion, l'attitude de Diamant Bleu, bien qu'autoritaire également, était toutefois plus tempérée et diplomate que celle de son pair, Diamant Jaune, mais tout aussi terrifiante. En effet, si elle attache une grande importance aux membres de sa cour, elle est également prête à les sacrifier, de par son élitisme et les coutumes du Monde des Gemmes. Elle semble ne participer que rarement aux combats, préférant se mettre à l'abri et laisser ses gardes faire leur travail.
Cependant, la disparition de sa consœur la plongea en dépression, ce qui aggrava son besoin de support émotionnel constant, répandant sa peine autour d'elle. Touchée par la compassion de Greg Universe, elle le kidnappe et l’amène à l'ancien zoo pour Hommes de Diamant rose, qu'elle voit comme un héritage, dans le but de préserver une partie de cette dernière de l'éclosion de l’Assemblage. Malgré cela elle est restée très longtemps ignorante de la sensibilité des autres en particulier de ceux qu'elle croit inférieurs, qualifiant Grenat de « ça » et étant surprise de l'intelligence émotionnelle de Greg.
Sa gemme est située sur sa poitrine. Sous l'effet de la tristesse, elle peut projeter une vague bleue faisant pleurer et attristant toute Gemme autour d'elle ou générer des boules d'énergie, ayant le même effet, qu'elle peut créer volontairement.

##### Diamant rose
Diamant rose (Pink Diamond) est l'une des représentantes de la haute autorité Diamant qui règne sur le Monde des Gemmes et leurs colonies. Elle semblait être la cadette des Diamants en matière de colonisation, à cause de sa petite taille et car elle n'avait ni armée ni colonies comme les autres Diamants. En effet, la Terre fut la toute première planète qui lui fut attribuée à elle seule. C'est en voulant la coloniser, ce qui aurait signifié l'extinction de toute vie sur la planète, que Rose Quartz amorça la Rébellion, dans le but de décourager les Diamants de coloniser la Terre.
Initialement de nature capricieuse et immature, elle s'apparente à une héroïne tragique, délaissée, bafouée et persécutée par ses pairs à cause de son tempérament parfois un peu trop déviant de son statut. Elle fera de mauvaises décisions pour échapper à ses conditions de vie mais celle-ci prendra un tournant irréversible lors de la destruction de sa gemme (équivalent d'un décès chez les Gemmes) au cours de la Rébellion, n'ayant pu se déjouer d'un destin fatal. Cette tragique disparition bouleversa profondément les Diamants, qui se désintéressèrent de la Terre et aspirent désormais à sa lente mais sûre destruction totale, en plus d'avoir transformé la quasi-totalité des Gemmes sur Terre en monstres corrompus, condamnées à l'agonie.
Sa gemme est située au niveau de son nombril.

##### Diamant blanc
Diamant blanc (White Diamond) est la plus haute figure d’autorité qui règne sur le Monde des Gemmes et leurs colonies, probablement l’aînée des Diamants en termes de colonisation. Il s'agit probablement de la plus grande Gemme non-fusionnée de la série. Elle a la peau d'un blanc immaculé, porte une coiffure en pics à 5 branches, lui donnant l'air d'une étoile, et du mascara et rouge à lèvres noir. Sa robe blanche et grise supporte une longue cape où se reflètent des motifs de losanges et d'étoile sur fond noir.
Entourée de mystère, elle terrifie les autres Diamants, qui lui attribuent un tempérament colérique. Mégalomane et perfectionniste, elle considère toute Gemme, peu importe sa couleur, comme une réflexion d'elle, mais plus impure. Elle tente de dissimuler la peine et l'émoi des autres, préférant vivre dans l'illusion d'un monde parfait où sa qualité en tant que Diamant pur suffit au bonheur de tous. Depuis des milliers d'années, elle vit la plupart du temps isolée du reste du Monde des Gemmes et ne sort que pour de très rares occasions. Cet isolement se renforce encore plus après l'attribution de la première colonie de Diamant Rose, qu'elle considérait comme une antithèse absolue de l'idéal qu'elle s'attribue.
Sa gemme est située au niveau de son front. Elle n'a surement pas d'arme mais elle est capable de retirer la coloration d'une Gemme d'un simple regard et d'en faire sa marionnette.

### Divers

#### Lion
Il s'agit d'un lion rose avec qui Steven fait connaissance peu après ses premières sorties en missions. 
Bien qu'il ne sache pas parler, le Lion semble comprendre parfaitement le langage humain. Dès sa rencontre avec Steven, il se montre aussitôt prévenant et docile envers lui (ce qui n'empêche pas qu'il n'en fasse qu'à sa tête, ce que Steven expérimente quand il veut jouer avec lui). Il se prend vite d'affection pour Connie également. 
Il apparaît vite que le Lion est toutefois lié d'une manière où d'une autre à Rose Quartz, bien que même Perle n'ait jamais eu connaissance que son amie ait apprivoisé une telle créature. 
Bien que n'étant pas une Gemme, ses rugissements forment de puissantes ondes de choc. Il a la capacité d'ouvrir des portails de téléportation et peut également marcher sur l'eau. Sa crinière donne accès à une autre dimension, où Rose Quartz avait entreposé certains de ses objets les plus précieux.

## Autres personnages récurrents

### Humains résidant à Plage-Ville
- Ronaldo Fritman (Ronaldo Fryman) : fils aîné du patron du bar à frites, Ronaldo nourrit une passion exacerbée pour tout ce qui concerne le paranormal, la science-fiction ou les théories du complot. Cette passion l’entraîne à enquêter sur tout ce qui lui parait bizarre à Plage-Ville et trouve toujours une explication farfelue à tous les phénomènes (qui sont pour beaucoup les résultats des actions des Gemmes). Il tient un blog nommé « Faits bizarres à Plage Ville » (Keep Beach City weird) et a une petite amie du nom de Jane, une vendeuse de ticket de cinéma.

- Patrick Fritman (Peedee Fryman) est le petit frère de Ronaldo. Il aide son père au bar frites et semble être très mature pour son âge, même plus mature que son frère.

- Jenny Pizza : une des sœurs jumelles de la famille Pizza. Lorsqu'elle ne travaille pas à la pizzeria de son père, Jenny est une fille décontractée qui aime sortir se balader ou aller en soirée avec ses meilleurs amis, Buck Dewey, Crème Fraîche et de temps à autre, Lars. Elle aime le métal et se considère comme la « méchante sœur » même si ce n'est pas vraiment le cas.

- Lily Pizza (Kiki Pizza) : la sœur jumelle de Jenny. Lily est une fille très travailleuse, au contraire de sa sœur, qui n'hésite pas à lui demander de faire les services à sa place tandis qu'elle sort en boite. Cependant, sa nature serviable et son bon fond lui permettent de tenir le restaurant familial avec beaucoup de joie de vivre.

- Octave (Onion) : un tout petit enfant vivant à Plage-Ville et dont la tête et la coiffure rappellent vaguement un oignon. C'est le fils de Vidalia et de Yellowtail. Il ne parle presque jamais et s'exprime seulement par des gestes. Le seul langage qu'il parle sont des bruits étranges que seule sa famille a l'air de comprendre. Tout ce que fait Octave est en général étrange, comme voler des objets sans raison ou acheter de la nourriture pour ensuite la jeter.

- Crème Fraîche (Sour Cream) : connu aussi sous le nom de DJ Jeff, c'est le demi-frère d'Octave et le fils de Marty, l'ex-manager de Greg. Un garçon au teint aussi pâle que son petit frère qui rêve de devenir DJ professionnel, sa passion lui attire les foudres de son beau-père Yellowtail. Quand il ne traîne pas avec Jenny et Buck, il organise de temps en temps des soirées pour exercer son talent pour la musique.

- Vidalia : mère d'Octave et de Crème Fraîche. Vidalia est une ancienne amie de Greg et d'Améthyste, qu'elle a connu lorsque Greg sortait avec Rose et que Marty avait quitté la ville. La Gemme lui servait d'ailleurs de modèle favori pour ses peintures, sa passion. À présent, elle élève ses deux enfants au foyer aux côtés de son pêcheur de mari, Yellowtail.

- Bill Dewey : maire de Plage-Ville. C'est un homme ayant le caractère typique d'un politicien averti. Il tente tant bien que mal de gérer les dégâts occasionnés par la présence des Gemmes de Cristal aux abords de la ville.

- Buck Dewey : en tant que fils unique du maire, Buck aime se la jouer cool et relax en compagnie de Jenny et Crème Fraîche afin d'échapper à la pression politique. Il adore s'entourer de personnes capables de garder leur sang-froid et porte en permanence des lunettes de soleil opaques.

- Jamie : le facteur de Steven, qui est le seul à savoir où il habite en dehors de sa cheffe, Barbara Miller. Il est passionné par le théâtre et a d'ailleurs temporairement quitté Plage-Ville pour une brève carrière dans le milieu.

- Andy DeMayo : cousin de Greg et propriétaire de la grange familiale. Aviateur de métier, il parcourt le monde et revient de temps en temps à sa grange pour se rappeler le bon vieux temps. Il apprend à Steven que son vrai nom de famille est DeMayo.

### Autres Gemmes

#### Bismuth
Une des plus anciennes membres des Gemmes de Cristal, Bismuth est une Gemme de stature bien plus imposante que Grenat, et de la même taille, avec une peau bleu-mauve clair, des dreadlocks multicolores en guise de coiffure, et porte un tablier noir avec un motif étoilé rose dont deux des branches font le tour de sa taille. 
Malgré son caractère amical et enjoué, elle se révèle avoir un tempérament fort. Bien qu'elle ait d'abord été inspirée par Rose Quartz et son objectif de rébellion, elle finit par lui nourrir une profonde rancune après une violente divergence d'opinion, avant que Steven ne la remette sur le droit chemin. 
Bismuth était une Gemme de Cristal forgeronne encouragée par Rose à vivre son talent pour elle-même, et une grande amie de Perle et Grenat avant le début de la série. Elle aurait été portée disparue au cours de la Rébellion, Perle et Grenat ignorant ce qu'il est advenu d'elle. Les Bismuth ayant des aptitudes innées pour la métallurgie, elle aurait fourni la quasi-totalité des armes utilisées par les Gemmes de Cristal lors de la Rébellion. 
Sa gemme est creuse, multicolore et placée sur son torse. Ses armes sont ses bras, dont elle peut modifier très aisément la forme pour former un marteau ou une hache en demi-lune.

#### Escouade Rubis
Cette escouade est entièrement composée de Gemmes de type Rubis, envoyée sur Terre dans un vaisseau traqueur appelé l’Œil de repérage avec pour mission de localiser et évacuer Jaspe, après la dernière transmission de Péridot à Diamant Jaune. Afin de les différencier, Steven leur donnera un surnom lié à l'emplacement de leur gemme sur le corps.
- Rubis « Doc » : leader de l'escouade Rubis envoyée sur Terre par Diamant Jaune. Autoritaire, elle est la moins évasive du groupe, et reste toujours concentrée sur sa tâche. Elle est également le pilote de leur vaisseau. Elle possède cependant quelques lacunes en mathématiques...

- Rubis « Épauline » (Ruby Army) : membre de l'escouade Rubis envoyée sur Terre par Diamant Jaune. Robuste de constitution, elle s'avère être la tête brûlée du groupe, avec un penchant naturel pour la colère, qu'elle partage avec son habileté à l'art militaire.

- Rubis « Nombrile » (Ruby Navy) : membre de l'escouade Rubis envoyée sur Terre par Diamant Jaune. Particulièrement joviale en général, elle est la plus sensuelle du groupe, allant même jusqu'à qualifier la Terre de "Jolie". Elle peut aussi démontrer un côté plutôt timide lorsqu'elle doit parler au nom des autres.

- Rubis « Jambis » (Ruby Leggy) : membre de l'escouade Rubis envoyée sur Terre par Diamant Jaune. Facilement apeurée, Jambis est considérée comme la bleusaille du groupe. Elle est assez peu sûre d'elle et semble confuse lorsqu'elle ne sait pas quoi dire ou quoi faire.

- Rubis « Œil de Rubis » (Ruby Eyeball) : membre de l'escouade Rubis envoyée sur Terre par Diamant Jaune. La plus intimidante du groupe, elle arbore un caractère désagréablement stoïque. Elle aurait combattu auparavant lors de la Rébellion, et voue une admiration sans bornes à Jaspe.

#### Perles du Monde des Gemmes
- Perle Jaune (Yellow Pearl) : une Perle appartenant à Diamant Jaune. Elle est arrogante et snob, et sert en tant que secrétaire pour Diamant Jaune.
- Perle Bleu (Blue Pearl) : une Perle appartenant à Diamant Bleu. Elle est calme, obéissante, silencieuse et très fidèle à Diamant Bleu.
- Perle Rose (Pink Pearl) : une Perle appartenant à Diamant Rose. Elle a été attribuée à Diamant Rose quelques milliers d'années avant que cette dernière reçoive la Terre, et a observé le processus de la colonie avec Diamant Rose. Elle est joviale et souriante, étant plus une amie qu'une servante aux yeux de son Diamant.
- Perle Blanc (White Pearl) : une Perle appartenant à Diamant Blanc. Elle est aberrante et robotisée, et a une fissure à la place de son œil gauche causé par Diamant Rose dans le passé. Elle a en fait été contrôlée par Diamant Blanc et était l'ancienne Perle Rose.

#### Zircon
Deux Gemmes au service des Diamants. Elles ont un corps mince, affublé d'une tenue de haute aristocratie et d'un monocle. Leur apparence change selon le Diamant qu'elles servent : celle de Diamant Bleu a une coiffure est en croissant de lune et elle porte des teintes bleue et azur. Celle de Diamant Jaune porte des cheveux formant deux pics sur sa tête et ses couleurs portent vers le jaune sale, à la limite du vert, et le doré.
Les Zircons sont les avocats de la société des Gemmes, et possèdent donc une conscience professionnelle très poussée. Peu importe le cas qui se présente à elle, une Zircon le prend en charge avec objectivité. Elles ont également un très bon esprit d'analyse, capable de découvrir des failles dans de nombreuses hypothèses, y compris en relevant des points incohérents dans les événements précédant la chute de Diamant Rose, pouvant supposément impliquer les autres Diamants. Zircon bleu est une gemme anxieuse et hésitante, mais très intelligente alors que Zircon jaune est hautaine et sarcastique.
Sa gemme est située au niveau de son col en tissu. Elle n'a pas d'arme répertoriée, n'étant pas une combattante.

#### Agate
Agate Bleue (Holly Blue Agate) est la commandante en chef du « zoo humain », une structure érigée du temps de Diamant rose afin de garder une trace de la forme de vie terrienne. Aussi grande que Grenat, elle a la peau bleu claire, se pavane avec une coiffure blanche composée de deux tresses en obus aux allures d'oreilles de chat et porte une combinaison bleue standard, dont le haut est composé d'un châle bleu marine.
Le caractère humiliant d'Agate envers ses subordonnés Quartz n'a d'égal que son dévouement envers les membres de la haute société du Monde des Gemmes. Alors qu'elle n'hésite pas à rabaisser ses gardiens, qu'elle juge bêtes et passablement incompétents en raison de leur appartenance à la Terre, elle se montre très courtoise et respectueuse en présence de Gemmes de haute lignée comme les Saphirs, et ce peu importe la raison de leur visite. Elle tient tellement à son statut qu'elle est prête à tout pour ne pas décevoir les Diamants. C'est une gemme superficielle et méprisante.
Sa gemme est située sur sa nuque. Son arme est un fouet électrique blanc.

#### Topaze
Topaze (Topaz) est une Gemme fusion au service de Diamant Jaune. Son corps géant à l'allure extrêmement musclée est de couleur jaune sable et elle porte une coiffure blonde carrée strictement militaire. Son uniforme est marron et elle porte des lunettes orangées, plus rectangulaires que celles de Péridot. 
Le visage fermé et absolument pas bavarde, Topaze a été envoyée sur Terre avec Aigue-marine à la suite des événements du zoo humain. Bien qu'elle soit relativement imposante, Topaze n'a aucune initiative personnelle, se contentant de suivre les ordres qu'on lui donne. Elle semble avoir la capacité de stocker des objets à l'intérieur de son corps en utilisant le processus de fusion.
Ses Gemmes sont situées au niveau de ses oreilles, formant l'illusion d'un casque audio. Son arme est un bâton à double masse. Lorsqu'elle est défusionnée, les Topazes qui la composent se battent avec une massue simple.

#### Aigue-marine
Aigue-marine (Aquamarine) est une Gemme au service de Diamant Bleu. Son très petit corps bleu ciel est surmonté d'une robe du style tenue d'écolière portant deux teinte de bleu marine, la plus claire étant la même que celle de sa coiffure, étirée horizontalement pour former une coiffure ovale de part et d'autre de sa tête ronde.
Aigue-marine a été envoyée sur Terre avec Topaze. Comme Lapis-Lazuli, Aigue-marine est capable de former des ailes pour voler, ce qui, avec sa petite stature, lui donne l'apparence d'une fée. Lors de sa mission sur Terre, elle part en reconnaissance pour localiser des humains, identifie ceux qui entre dans sa "liste", et appelle ensuite Topaze pour qu'elle les capture dans son corps. Son apparence mignonne est trompeuse car Aigue-marine est profondément arrogante, imbue d'elle-même et malintentionnée bien plus que Péridot avant elle. Elle adore également narguer ses adversaires, à la limite du sadisme.
Sa gemme est située sur sa joue gauche, et ressemble à une larme. Son arme est une baguette (qui correspond bien à son apparence de petite fée) qui lui permet de mettre ses victimes sous stase. Ce pouvoir est bien plus puissant que celui dont disposait Péridot via ses prolongateurs. Son arme étant un outil physique, elle garde son arme active en permanence, rendant sa baguette élastique et la roulant comme un ruban au sommet de sa tête quand elle ne l'utilise pas.

#### Émeraude
Émeraude (Emerald) est une Gemme de haut rang du Monde des Gemmes et capitaine de vaisseau. Sa taille est inconnue, mais elle dispose de cheveux vert sapin frisés d'une forme similaire à Malachite, des sourcils cachés sous une sorte de diadème jaune en éclair, un costume à hautes épaulières vert et des anneaux au niveau des poignets et des genoux, le reste étant l'attirail standard vert.
Émeraude s'est lancée dans une vendetta contre Lars et les Bizarroïdes après que ceux-ci l'aient trompée au cours d'un jubilé, en plus d'avoir dérobé son vaisseau préféré, et les poursuit en vue de récupérer son vaisseau parfaitement intact, redoutant même à les exploser dans l'espace.
Sa gemme est au niveau de l’œil droit. Son arme n'est pas révélée.

#### Spinelle
Spinelle (Spinel) est l'antagoniste principal du film Steven Universe. C'est une gemme rose foncée de la même taille que Steven, portant des doubles couettes et des marques sur les joues rappelant du mascara qui coule et dont la gemme est un cœur retourné sur la poitrine. Elle a un corps élastique inspiré des personnages de dessins animés des années 1920-1930. Quand Spinelle est réinitialisé, sa gemme tourne à l'endroit et le corps de Spinelle devient plus coloré, ses couettes se changent en chignons en forme de cœur et ses marques sur les joues disparaissent. Elle est une redoutable combattante grâce à son corps élastique, pouvant étirer ses membres ou gonfler ses poings pour attaquer et possède une faux en tant qu'arme capable de ramener les gemmes qu'elle fauche à leur état initial, perdant ainsi la mémoire.
Spinelle arrive sur Terre avec un injecteur géant dans le but de détruire les Gemmes de Cristal et la vie organique, mais Steven découvrira qu'elle a été l'ancienne compagne de jeu de Diamant Rose. Cette dernière lui ayant fait subir un traitement innommable, Spinelle s'en retrouva tellement bouleversée qu'elle se retrouva prise d'un profond désir de détruire son héritage.
Dans sa forme actuelle, elle affiche un côté sadique et colérique alors qu'au fond d'elle-même, elle éprouve une grande tristesse et un profond ressentiment envers Diamant Rose. Dans sa forme réinitialisée, elle est au contraire joviale et enfantine, cherchant à divertir tout le monde même quand la situation ne s'y prête pas.

#### Gemmes «Bizarroïdes»

##### Rhodonite
Rhodonite est une Gemme habitant les bas-fonds du Monde des Gemmes. Elle résulte de la fusion d'une Perle et d'une Rubis et possède donc les caractéristiques physiques des deux genres, y compris deux paires d'yeux. Sa coiffure, en revanche, ressemble plutôt à celle de Grenat lors de sa première apparition. Ses couleurs varient entre le violet clair, le mauve pâle et le noir.
Considérée comme défectueuse à cause de la propension à fusionner de la Perle et la Rubis qui la compose malgré leur rang social différent, Rhodonite a été contrainte de s'exiler dans les bas-fonds afin de survivre et rester fusionnée en paix.
Ses gemmes sont situées sur le nombril et le haut du torse.

##### Fluorite
Fluorite est une Gemme habitant les bas-fonds du Monde des Gemmes. Elle résulte de la fusion de six Gemmes, ce qui en fait la fusion la plus importante à ce jour. Son corps est similaire à une grosse chenille, son visage et son nez sont amples, sa chevelure est mi-longue et argentée, sa voix est caverneuse et lente (car elle pense pour 6 personnes en même temps). Ses couleurs sont multiples : Rose, mauve (plusieurs variantes), bleu, jaune-brun et azur. Elle possède également 6 yeux, mais en ouvre rarement plus de deux à la fois en fonction de son état émotionnel.
Considérée comme défectueuse à cause de la quantité déraisonnable de Gemmes qui la composent, Fluorite a été contrainte de s'exiler dans les bas-fonds afin de survivre et rester fusionnée en paix.
Ses nombreuses gemmes sont situées sur le haut de la tête (2), son premier torse (3) et son deuxième torse (1).

##### Saphir Padparadscha
Saphir Padparadscha est une Gemme habitant les bas-fonds du Monde des Gemmes, que l'on nomme couramment Padparadscha. Son corps est similaire à celui de la Saphir de Grenat, excepté pour sa chevelure (mi-courte et plus épineuse), l'allure de sa robe et ses couleurs, entre jaune pêche et jaune clair.
Considérée comme défectueuse à cause du fait que ses "visions du futur" ne se manifestent qu'après que les événements en question ne se soient produits, Padparadscha a été contrainte de s'exiler dans les bas-fonds afin de survivre.
Sa gemme est située sur le dos de sa main droite.

##### Jumelles Rutiles
Les Jumelles Rutiles (Twin Rutiles) sont des Gemmes habitant les bas-fonds du Monde des Gemmes. Les Rutiles sont des siamoises omphalophages (leurs corps sont collés ensemble au niveau du bas du dos et du nombril). Elles ont un corps fin rose terne, une coiffure rouge écarlate anguleuse, et ont un bras et une jambe chacun, bien qu'elles coordonnent parfaitement leurs mouvements.
Considérées comme défectueuses à cause de leur apparence considérée comme aberrante par les autres Gemmes, les jumelles Rutiles n'ont dû leur salut que parce que les autres Rutiles ont pris peur en les voyant. Elles ont été contraintes de s'exiler dans les bas-fonds afin de survivre.
Leur gemme, semblable à celle des gemmes de l'Assemblage, est située sur le nombril.

### Fusions

#### Opale

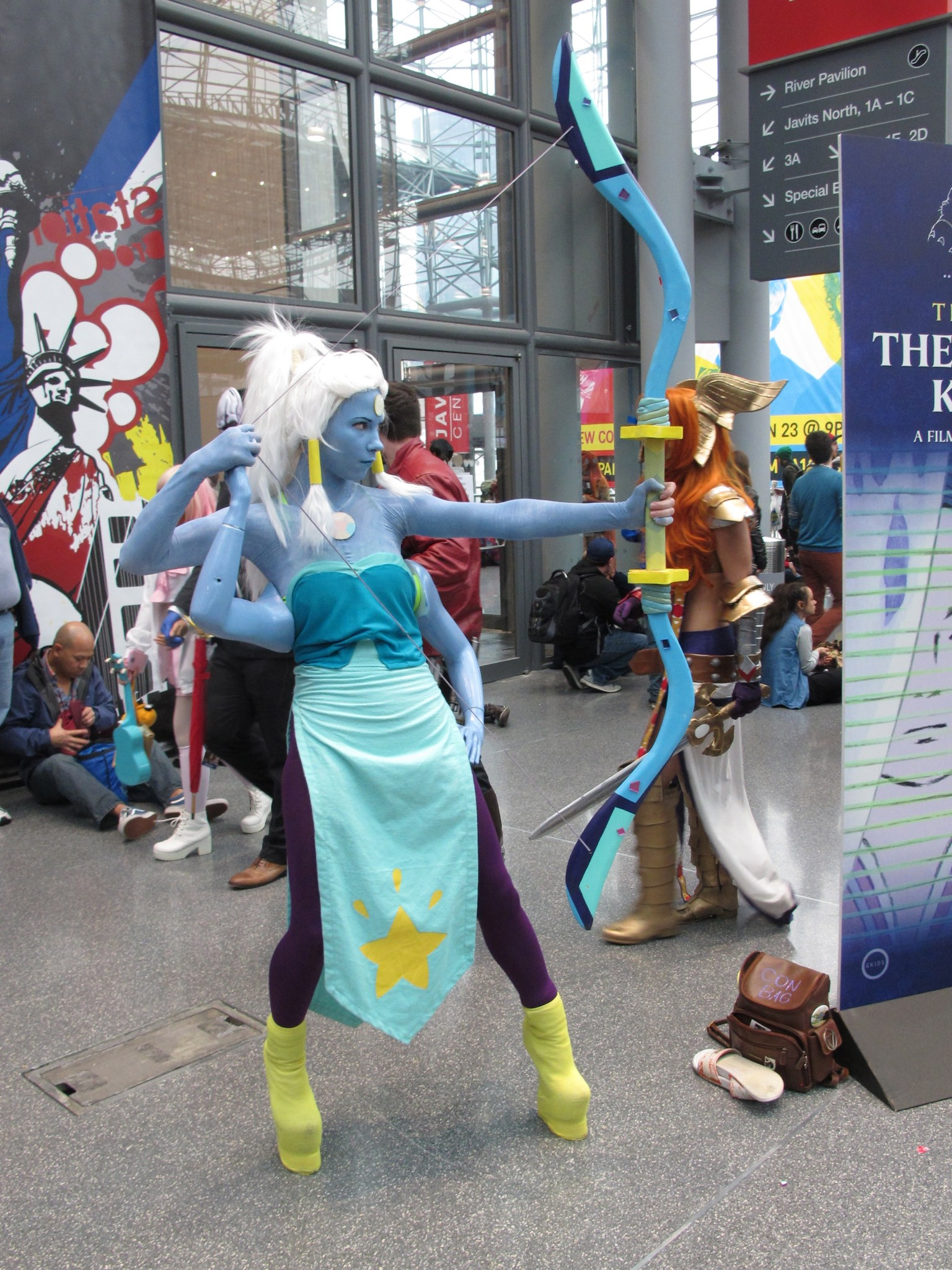
Cosplay d'Opale.

Opale (Opal) est la fusion de Perle et Améthyste. Elle possède de grands yeux, sa peau est d'une couleur bleu clair et elle a de longs cheveux. Durant la série, Opale n'est apparue que trois fois, car cette fusion n'est pas très stable, en raison des tempéraments radicalement opposés des deux Gemmes la composant. Pour le peu qu'on la voit, elle semble calme et décontractée, très concentrée dans ce qu'elle fait. Son arme est un arc, dont la corde est formée par le fouet d'Améthyste et la structure par la lance de Perle.

#### Lavulite
Lavulite (Sugilite) est la fusion de Grenat et Améthyste. De très grande taille, avec une peau de couleur violet foncé et des habits violets, elle est incontrôlable et adore la destruction. Son caractère étant très agressif et instable, Lavulite n'est apparue que deux fois. Son arme est un fléau géant, la corde venant d'Améthyste et le boulet des gants de Grenat.

#### Sardonyx
Sardonyx est la fusion de Grenat et Perle, dotée de quatre yeux et quatre bras. Sa peau est de couleur rouge. Elle porte un costume qui la fait ressembler à un animateur de télévision. Elle est, contrairement à Lavulite, plutôt stable, ce qu'elle ne manque pas de rappeler à coup de blagues et de remarques bien senties comme si elle s’adressait à un public de comique. Elle aborde une personnalité haute en couleur, extravertie et un chouïa narcissique. Son arme est un marteau de guerre, formé du manche de la lance de Perle et des têtes en forme de gant de Grenat. Sardonyx a également sa propre chambre dans le temple, dans laquelle elle aime créer une émission télé plus vraie que nature.

#### Quartz Fumé
Quartz Fumé (Smoky Quartz) est la fusion de Steven et Améthyste, apparu(e) plus ou moins par coïncidence lors d'un combat contre Jaspe. Disposant de trois bras, ses cheveux mi-long sont marrons sombre et sa peau est d'un marron tirant sur le mauve.
Bien que très sûr(e) de lui/d'elle et quelque peu satirique aux premiers abords, Quartz fumé peut très vite perdre son assurance lorsqu'il/elle est confronté(e) à la limite de ses capacités, Steven et Améthyste ayant tous deux la fâcheuse tendance à s'apitoyer sur eux-mêmes dans les mêmes conditions. Son arme est un yo-yo, formé du fouet d'Améthyste enroulé autour de deux boucliers de Steven, qu'il/elle peut invoquer en trois exemplaires à la fois.

#### Stevonnie
C'est une fusion spéciale entre Steven et Connie. Spéciale, dans le sens où Stevonnie est la première fusion entre un humain et une Gemme et de par son ADN 75% humain et 25% Gemme. Stevonnie est cependant très sujet(te) aux divers excès d'angoisse et de tristesse des deux adolescents, surtout après que Steven a appris la vérité sur Diamant Rose pendant la Rébellion. Malgré tout, il s'agit d'une fusion au caractère gentil, mais fort, pas du genre à se laisser marcher dessus lorsqu'elle retrouve confiance en elle.
Stevonnie est de grande taille, porte les vêtements combinés des deux ados, a des cheveux longs à la couleur marron, et ses armes sont l'épée de Rose Quartz associée au bouclier de Steven. Stevonnie comme Quartz Fumé est non-binaire.

#### Alexandrite
Alexandrite est la fusion de Perle, Grenat et Améthyste. Elle possède six bras et deux bouches dont une monstrueuse, et peut utiliser à la fois les armes de Perle, Améthyste et Grenat, mais aussi celles d'Opale, Lavulite et Sardonyx. Elle est aussi dotée d'une gorge "enrouée" lui faisant cracher des flammes, si nécessaire. Elle semble être très instable dû aux différents caractères la composant, n'ayant même pas de personnalité fixe, bien qu'elle semble déterminée à protéger ceux qu'elle aime.

#### Malachite
Malachite est la fusion très instable de Lapis-lazuli et Jaspe. Sa peau est de couleur turquoise parcourue de lignes vertes. Elle peut utiliser à la fois l'hydrokinésie de Lapis-lazuli et le casque de Jaspe. Tout comme Alexandrite, elle n'a pas de personnalité fixe, ni même de voix attribuée, car les gemmes la composant ne font qu'alterner leur contrôle de la gemme; ce qui laisse une Malachite au tempérament instable et imprévisible, voire frôlant la folie. 

#### Quartz Arc-en-ciel
Quartz Arc-en-ciel (2.0) (Rainbow Quartz (2.0)) est la fusion de Perle et Rose Quartz (Steven en 2.0). Perle et Rose l'ont réalisée une fois par le passé pour émerveiller Greg et calmer les élans de jalousies de Perle, tandis que Steven et Perle le forme bien plus tard dans la série pour éviter une chute fatale et de perdre Rubis et Saphir. 
Avec Rose, elle ressemble à une ballerine à la peau rose clair et une longue masse de cheveux multicolores avec des tons clairs. Avec Steven, il conserve la même teinte de peau, mais des cheveux plus court et mauve. Son arme est un parapluie, combinant le manche de Perle avec la toile ronde représentant le bouclier de Steven. Quartz Arc-En-Ciel 2.0 est la première fusion a adopter les pronoms il/lui (en plus des pronoms neutres anglais "they/them").
Quartz Arc-en-ciel, bien qu'apparue une seule fois, semble être séductrice et aussi provocante que provocatrice. Sa version 2.0 garde le côté distingué et sûr de lui de Perle, mais a aussi le tempérament enfantin de Steven.

#### Pierre Soleil
Pierre Soleil (Sunstone) est la fusion de Grenat et Steven, apparue lors d'un combat contre un robot géant tard dans la série. D'un orange sauvage, elle possède une paire de bras mince et une autre plus grosse et dont les mains sont de couleur brune. Sa tête ressemble à une étoile de la couleur du soleil avec des lunettes de soleil rouge bordeaux au milieu. Elle est capable d'invoquer des gants ventouses (les ventouses fournies par le bouclier de Steven).

#### Obsidienne
Obsidienne (Obsidian) est la fusion combinée de Steven, Grenat, Améthyste et Perle, apparaît également tard dans la série. Cette fusion, dont le modèle a servi à sculpter la femme géante en pierre devant le Temple de Cristal, est d'un noir sombre avec des veines volcaniques recouvrant son corps. Possédant de nombreux bras, sa seconde bouche sur son front contient de la lave en fusion servant à fabriquer son arme, une épée gigantesque. Elle est déterminée à accomplir ses objectifs, et le fait qu'elle ne rugit plus qu'elle ne parle montre un tempérament assez sauvage de la fusion.

#### Steg
Steg est la fusion de Greg et son fils, Steven, apparue dans Steven Universe : Le film pour la première fois lors d'un concert de Sadie Killer And The Suspects, dans l'optique de rappeler à Perle qui elle est. Il est la seconde fusion humain/hybride, juste après Stevonnie. 
Cette fusion est le cliché d'une Rock Star, musclé, charmant et sensuel. Steg a quatre bras (ce qui indique une instabilité mineure de la fusion, contrairement à Stevonnie) qu'il utilise pour jouer de la guitare, une coupe banane suivi d'un long mulet. Il porte le T-Shirt de Steven troué, le pantalon déchiré de Greg ainsi que les tongs de Steven. On peut noter la présence marquée de pilosité sur les bras et le torse, contrairement à tous les autres personnages qui n'en ont pas ou très peu.

#### Mega Perle
La fusion de Perle avec "Volleyball", la perle rose qui a autrefois servi Diamant Rose.